# 広田茂穂
広田 茂穂（ひろた しげほ、1937年3月22日 - ）は、日本のテレビディレクター。長野県出身。
日本大学芸術学部映画学科卒。東映東京撮影所で助監督を経て、東映テレビ・プロダクションに所属。後にフリーとなる。

## 主な作品

### テレビドラマ
- ナショナルキッド（1960年 - 1961年、NET） - 特殊進行
- アスファルトジャングル（1965年、NET） - 助監督
- 乗っていたのは27人（1965年、NET） - 助監督
- オットいたゞき（1966年、NET） - 助監督
- 五番目の刑事（1969年 - 1970年、NET） - 助監督
- 冠婚葬祭屋（1972年、NET） - 助監督
- さすらいの狼（1972年、NET） - 助監督
- 旗本退屈男（1973年、NET） - 助監督
- ザ・ボディガード（1974年、NET） - 助監督
- ザ★ゴリラ7（1975年、NET） - 助監督
- 非情のライセンス 第2シリーズ（1975年 - 1976年、NET） - 助監督
- 特別機動捜査隊（1976年 - 1977年、NET） - 助監督、監督
- ぐるぐるメダマン（1976年、12ch） - 監督
- 快傑ズバット（1977年、12ch） - 監督
- 冒険ファミリー ここは惑星0番地（1977年 - 1978年、ANB） - 監督
- がんばれ!レッドビッキーズ（1978年、ANB） - 監督
- 孤独の賭け（1978年、12ch） - 監督
- スーパー戦隊シリーズ（ANB） - 監督
  - バトルフィーバーJ（1979年 - 1980年）
  - 電子戦隊デンジマン（1980年 - 1981年）
- 仮面ライダーシリーズ（1980年、MBS） - 監督
  - 仮面ライダー (スカイライダー)
  - 仮面ライダースーパー1
- 東映不思議コメディーシリーズ（CX） - 監督
  - バッテンロボ丸（1982年 - 1983年）
  - ペットントン（1983年）

### テレビアニメ
- キャプテン・フューチャー（1979年、NHK） - 絵コンテ ※第13話のみ